# بنیدن‌لییوون
بنیدن‌لییوون (به هلندی: Beneden-Leeuwen) یک منطقهٔ مسکونی در هلند است که در وست ماس ان‌وال واقع شده‌است. بنیدن‌لییوون ۶٬۰۸۱ نفر جمعیت دارد.